# 東北漢普頓 (紐約州)
東北漢普頓（英語：East Hampton North）是位於美國紐約州薩福克縣的普查規定居民點。

## 人口
根據2020年美國人口普查的數據，東北漢普頓的面積為14.43平方千米，皆為陸地。當地共有人口5377人，而人口密度為每平方千米372.63人。